# Kostomlaty nad Labem
Kostomlaty nad Labem (deutsch Groß Kostomlat) ist eine Gemeinde in Tschechien. Sie liegt sechs Kilometer westlich von Nymburk und gehört zum Okres Nymburk.

## Geographie
Kostomlaty befindet sich rechtsseitig der Elbe an deren Zufluss Vlkava auf der Böhmischen Tafel.
Nachbarorte sind Hronětice, Lány und Šibice im Norden, Dvory im Nordosten, Kamenné Zboží, Nymburk und Drahelice im Osten, Kostomlátky im Südosten, Doubrava und Hradištko im Süden, Šnepov und Rozkoš im Westen sowie Stratov im Nordwesten.

## Geschichte

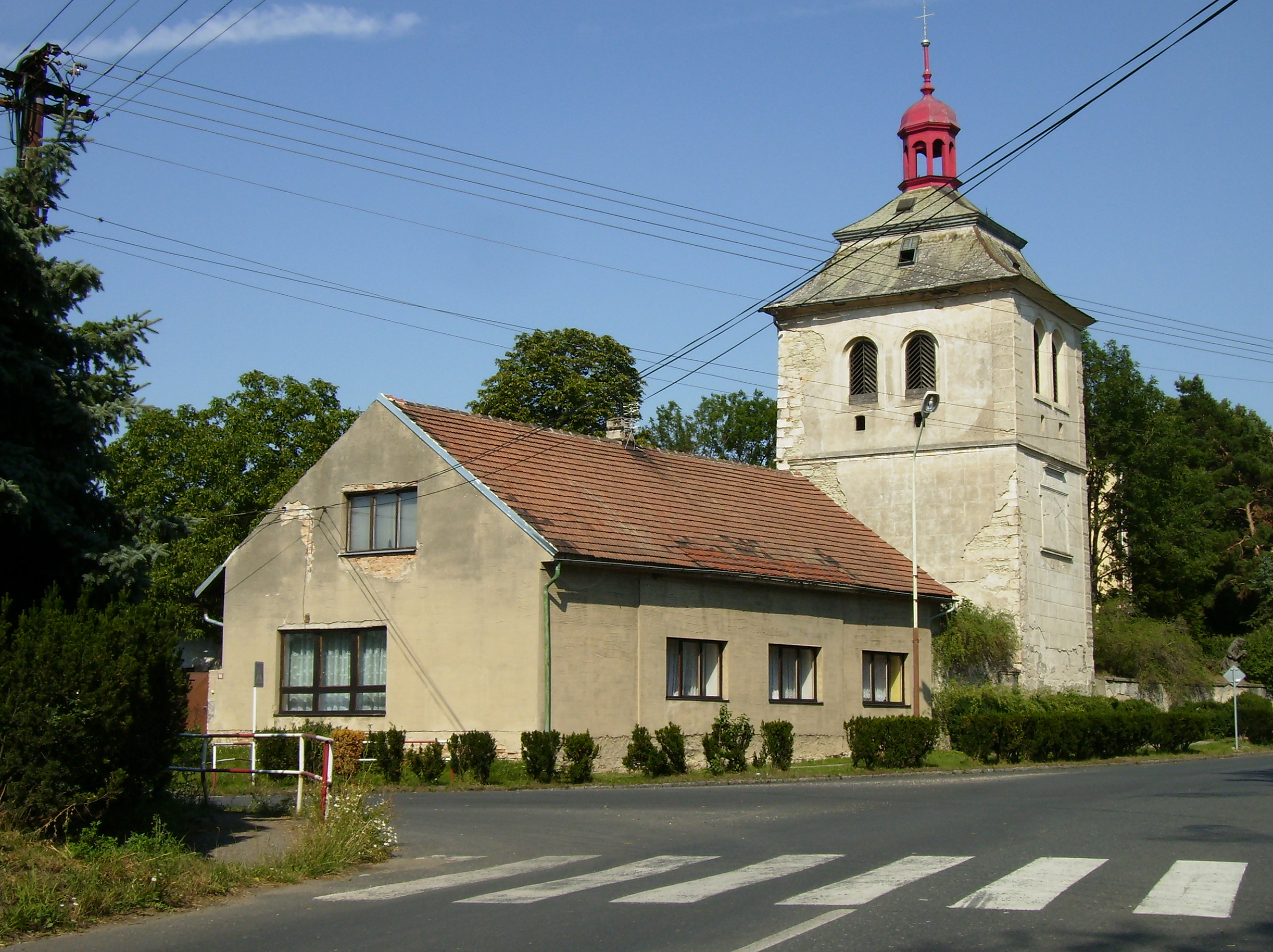
Glockenturm in Kostomlaty

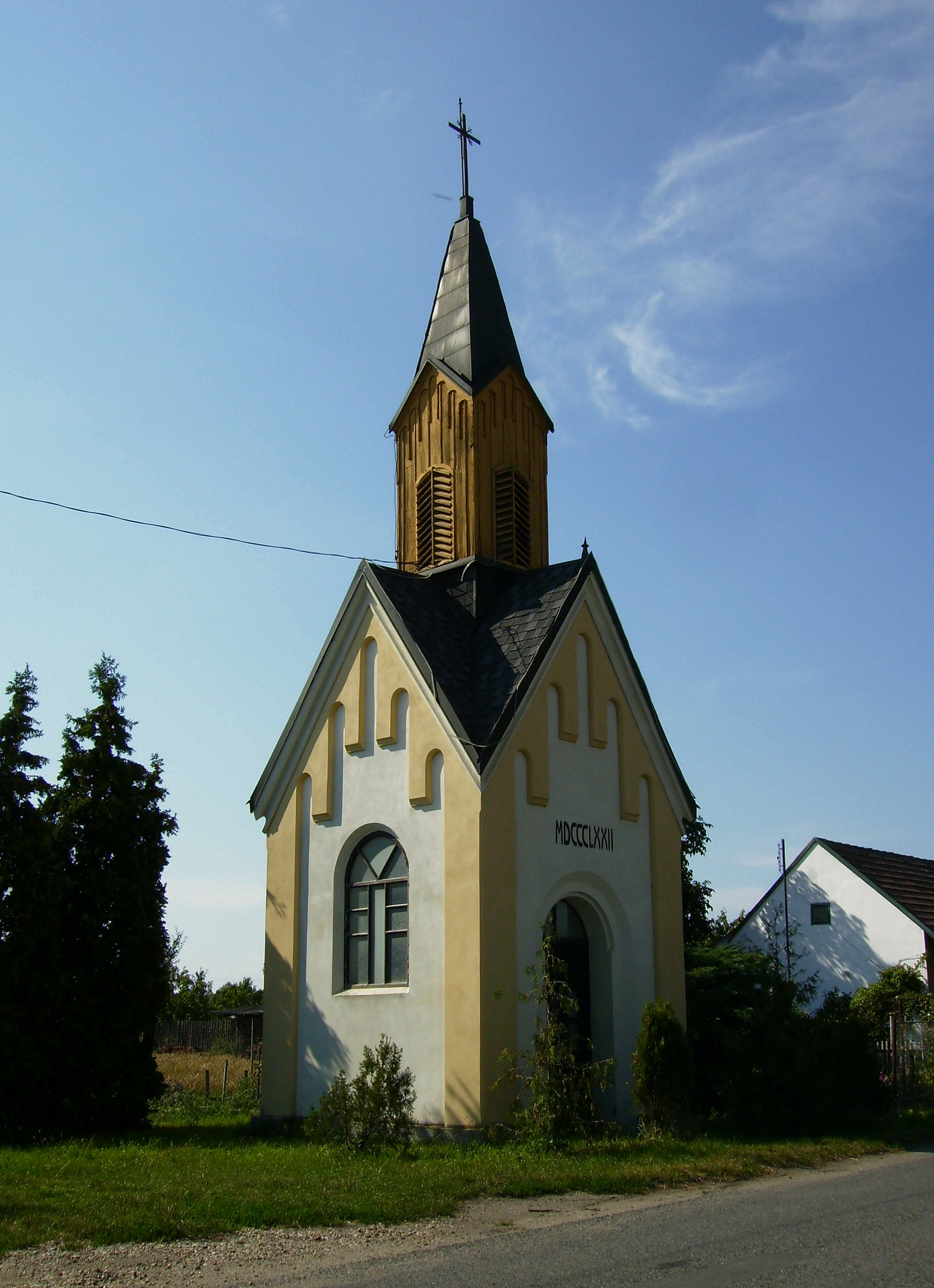
Kapelle in Lány

Kostomlaty wurde 1223 gegründet. Südwestlich befindet sich die Burg Mydlovar mit dem Garten „Šafranice“, die 1346 erstmals erwähnt wurde. Der Sage nach soll sie von der Herzogin Libuše erbaut worden sein soll. Während der Hussitenkriege wurde Kostomlaty von Kaiser Sigismund eingenommen und Jan Puška inhaftiert. In den Wäldern der Umgebung sollen Mitte des 16. Jahrhunderts Wölfe große Schäden angerichtet haben.
1712 wurde die erste Schule gegründet. Während der Gegenreformation und der damit verbundenen zwangsweisen Rekatholisierung der Bewohner kam es 1775 zu Aufständen, die militärisch niedergeschlagen wurden. Diejenigen Bewohner, die zu einem Glaubenswechsel nicht bereit waren, verließen daraufhin den Ort. 1843 wurde die erste Weinbrennerei erbaut, die 1870 einer Zuckerfabrik weichen musste. 1875 bekam der Ort eine Post und 1872 Anschluss an die Eisenbahnlinie Nymburk - Lysá nad Labem.

## Besitzer von Kostomlaty nad Labem
- 1223 Sezema von Kostomlat.
- 1289 Mutin von Kostomlat, Sohn des Sezema.
- 1346 Puta d. Ä. von Častolowitz
- 1420 Eliška von Veselé, verheiratet mit Jan Puška von Kunstadt, Hauptmann von Nymburg
- 1425/26 Hynek Boček von Podiebrad, Anhänger der Hussiten
- 1426/27 Viktorin von Podiebrad, Vater des späteren Königs Georg von Podiebrad
- 1427–1471 Georg von Podiebrad. Nach Georgs Tod erhielt die Besitzungen dessen Sohn
- Heinrich d. J. von Münsterberg, der es
- 1492 seinem außerehelichen Sohn Friedrich (Bedřich) übergab, dessen Mutter Katharina Vojkova von Štítar und Straßnitz (Kateřina Vojkova ze Štítar a ze Strážnice) war.
- 1493 verkaufte Katharina die Burg dem König Vladislav, der sie
- 1495 an den Oberstkanzler Johann von Schellenberg verpfändete.
- 1509 erwarb Friedrich von Dohna Kostomlaty, die nach dem Aufstand gegen die Habsburger
- 1547 das Vermögen an die Krone verlor. Die Böhmische Kammer übergab Kostomlaty an die Herrschaft von Lysk.
- 1553 wurde die Burg Kostomlaty als verlassen bezeichnet.
- 1647 folgten einige Herren, von denen besonders Johann von Sporck (Jan ze Šporků) erwähnenswert ist, der vom Kaiser Ferdinand III. für seine militärischen Verdienste das Dorf geschenkt bekam.
- 1679 erbte der ältere Sohn Franz Anton von Sporck (František Antonín ze Šporků) das Dorf. Er erleichterte seinen Untertanen die Frondienste und sorgte für deren Bildung.
- 1722 verkaufte er die Herrschaft an Josef Czernín von Chudenic. Nachdem sich dieser verschuldet hatte, kaufte Franz Anton von Sporck die Besitzungen zurück.
- 1738 erbte seine Tochter Anna Katharina, verheiratet mit Franz Karl Freiherr von Sweerts-Reist. Dieses Geschlecht hielt das Eigentum bis
- 1851, bevor es 31 Jahre lang in die Hände der Grafen Rohan kam.
- 1904 erwarb Ferdinand Bonaventura Fürst Kinsky die Besitzungen.

## Gemeindegliederung
Die Gemeinde Kostomlaty nad Labem besteht aus den Ortsteilen Hronětice (Hronietitz), Kostomlaty nad Labem (Groß Kosotomlat), Lány (Lahn), Rozkoš (Roskosch) und Vápensko (Wapensko) sowie der Ansiedlung Šibice (Schibitz).

## Sehenswürdigkeiten
- St.-Bartholomäus-Kirche, erbaut 1778
- Pfarrhof aus dem 14. Jahrhundert
- Kapelle in Lány